# Masoud Haji Akhondzadeh
Masoud Haji Akhondzadeh (anhörenⓘ persisch مسعود حاجی آخوندزاده‎; * 29. April 1978 in Maschhad) ist ein iranischer Judoka. 
Akhondzadeh gehört seit Anfang der 2000er Jahre zu den besten Kämpfern der Welt. Er wurde 2001 und 2002 Asienmeister in der Kategorie bis 60 Kilogramm. Bei den Judo-Weltmeisterschaften 2003 wurde er nach einer Niederlage gegen den Deutschen Oliver Gussenberg Siebter.
Bei seinem Olympiadebüt 2004 in Athen erreichte er den fünften Platz.